# Saint-Cézert
Saint-Cézert é uma comuna francesa na região administrativa de Occitânia, no departamento de Alta Garona. Estende-se por uma área de 8,94 km². Em 2010 a comuna tinha 436 habitantes (densidade: 48,8 hab./km²).

## Monumentos

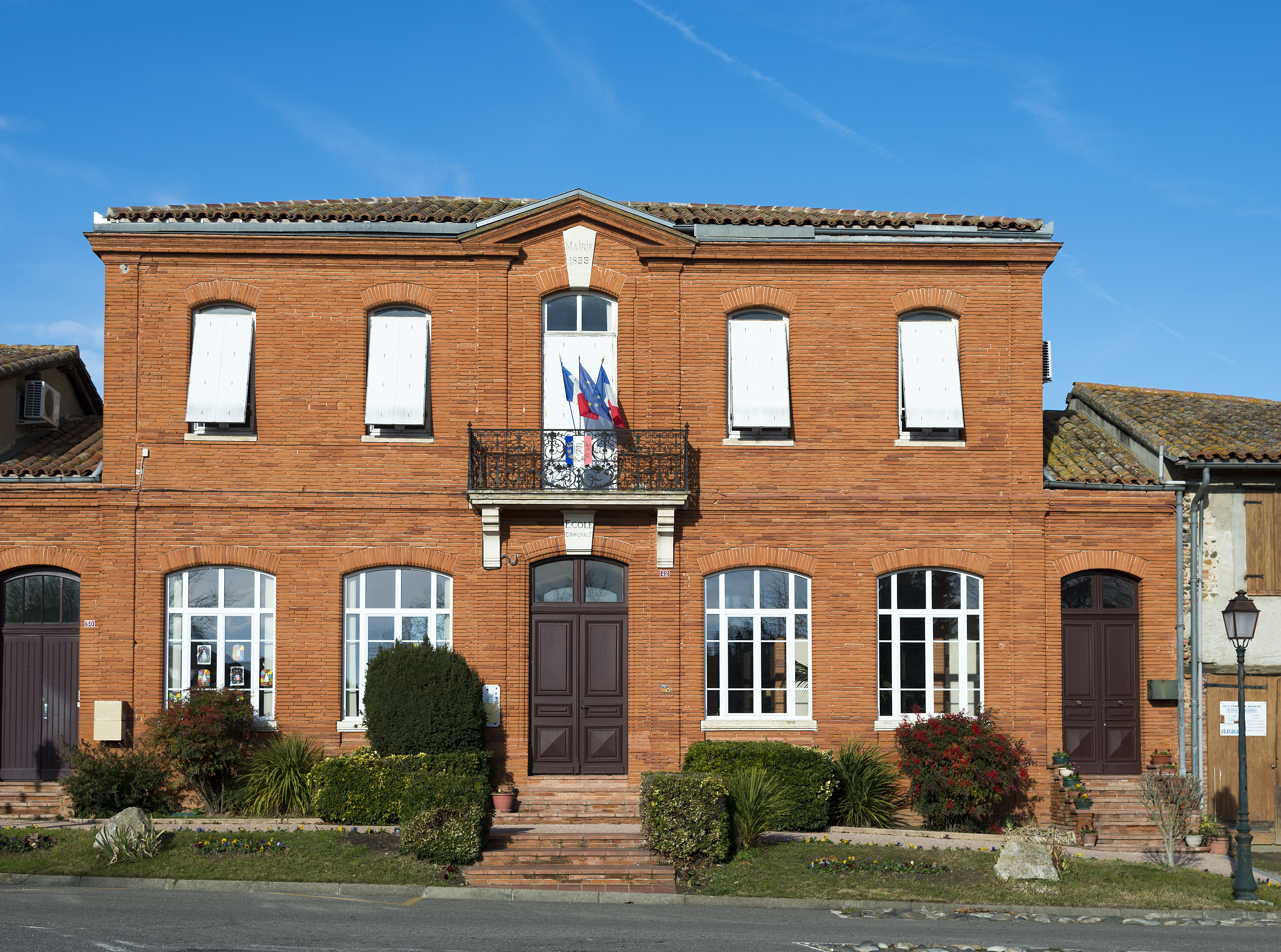
A prefeitura.
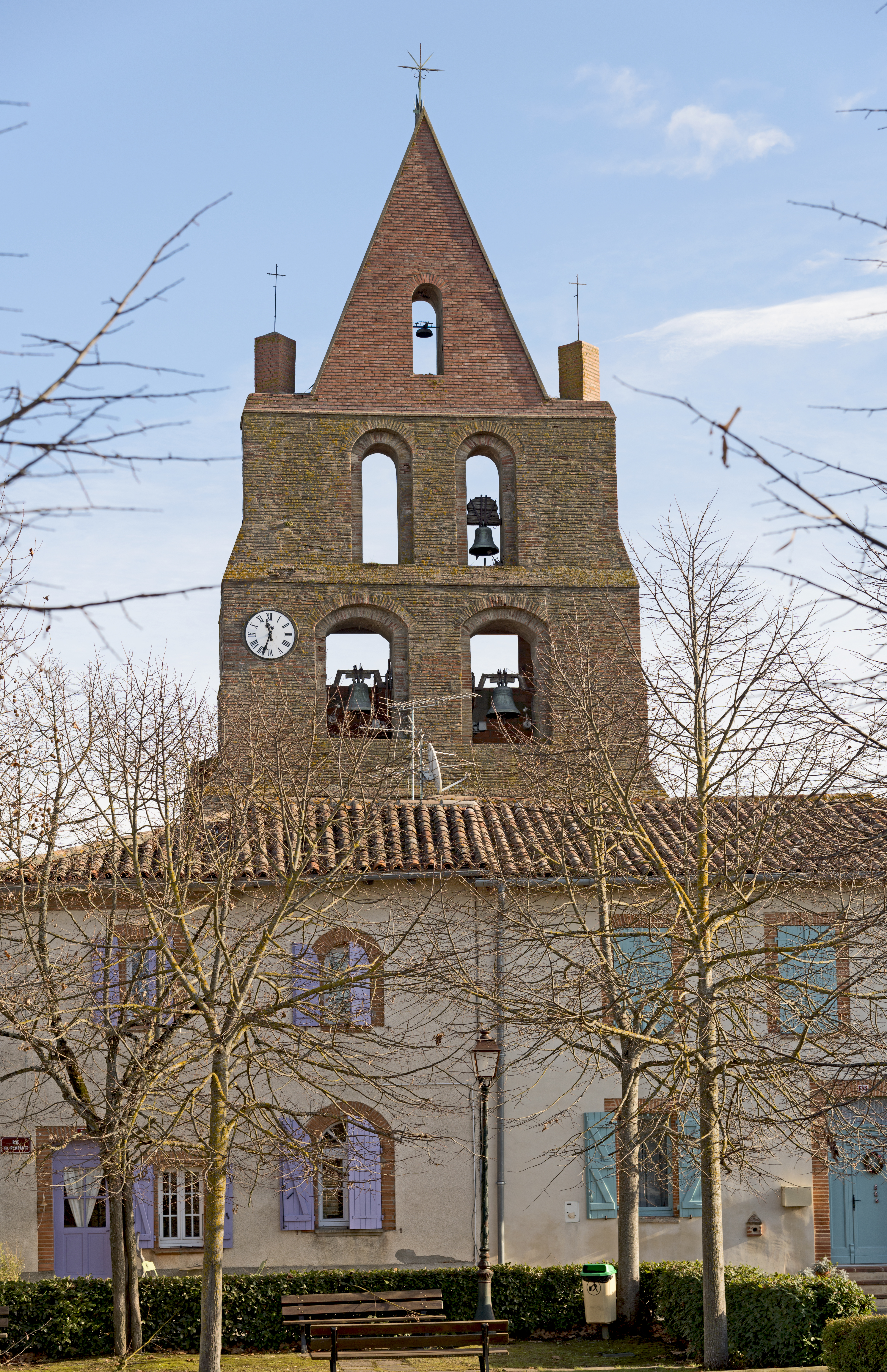
Igreja